# Una spia non basta
Una spia non basta (This Means War) è un film del 2012 diretto da McG e con protagonisti Tom Hardy, Chris Pine e Reese Witherspoon.

## Trama
Tuck e Franklin sono due agenti della CIA uniti da un profondo legame di amicizia. A seguito del trambusto provocato in una missione top secret a Hong Kong per catturare il criminale Heinrich, i due verranno però sospesi dal caso e relegati alle attività da ufficio. il loro rapporto però viene incrinato dalla bella Lauren. Una volta scoperto che entrambi stanno corteggiando casualmente la stessa donna, i due stilano alcune regole e ingaggiano una vera e propria sfida a colpi di appuntamenti, pedinamenti e tentativi di sabotaggio l'uno nei confronti dell'altro.
Dopo vari appuntamenti con entrambi gli uomini, Lauren prende la sua decisione e telefona a Tuck per pranzare insieme e comunicargliela. Franklin, credendo che Lauren abbia scelto l'amico, sta per abbandonare tutto quando si accorge di qualcosa di strano dalle registrazioni video: Heinrich è lì e li sta pedinando. Frank si precipita quindi al ristorante dove Tuck e Lauren stanno pranzando per dire al collega che sono tutti in pericolo. Lauren vedendoli insieme ed imbarazzata dalla situazione si dilegua in bagno, mentre Tuck credendo che si tratti di un ingegnoso progetto dell'amico per deviare la scelta inizia una rissa con lui. Quando Lauren esce dal bagno trova il locale distrutto e decide di piantare entrambi i pretendenti. Appena uscita dal locale, Lauren viene rapita da Heinrich e i suoi uomini. Così, Tuck e Franklin sono costretti a lavorare di nuovo insieme per salvare la ragazza contesa. Dopo un emozionante inseguimento, sull'orlo di un precipizio Lauren sceglie Franklin. Nonostante la delusione, Tuck decide di dare spazio all'amico e di dedicarsi a suo figlio. Visionando il notiziario insieme a suo figlio, Katie, la ex di Tuck, viene a sapere del suo vero lavoro e va da lui desiderosa di conoscere di nuovo dall'inizio il padre di suo figlio che anni prima non era stato del tutto sincero con lei.
Lauren e Franklin decidono di sposarsi e Tuck e la moglie ritornano insieme. I due agenti tornano a lavorare in coppia in una missione in cui devono essere paracadutati, ma Frank prima rende euforico Tuck dicendogli di volerlo come testimone di nozze e poi gli rivela che anni prima era andato a letto con sua moglie Katie prima che Tuck stesso la conoscesse. Tuck incredulo si scaglia addosso a Frank ed i due volano giù dall'aereo.

## Produzione
Inizialmente il cast del film doveva essere composto dagli attori Sam Worthington e Bradley Cooper che però, a causa di altri impegni, dovettero rinunciare al ruolo che fu successivamente affidato a Tom Hardy. A rifiutare una parte nel film fu anche Seth Rogen.
Le riprese del film si sono svolte a Vancouver dal 13 settembre al 1º dicembre 2010, e a Burnaby in Canada.

## Distribuzione
Il primo trailer ufficiale del film è stato distribuito il 13 ottobre 2011, mentre il 16 gennaio 2012 è stato messo online il trailer in italiano.
Il film è uscito nelle sale statunitensi a partire dal 17 febbraio 2012, mentre è stato distribuito in Italia a partire dal 20 aprile dello stesso anno.

### Incassi
La pellicola ha incassato a livello internazionale 156.5 milioni di dollari, di cui 54.7 milioni negli Stati Uniti. Il budget del film è stato di 65 milioni di dollari.